# Arthur E. Nelson
Arthur E. Nelson (Browns Valley, 1892. május 10. – Chicago, 1955. április 11.) az Amerikai Egyesült Államok szenátora (Minnesota, 1942–1943).